# Alopia fussi
Alopia fussi is een slakkensoort uit de familie van de Clausiliidae. De wetenschappelijke naam van de soort is voor het eerst geldig gepubliceerd in 1894 door M. von Kimakowicz.